# Gustave Yvon
Pour les articles homonymes, voir Yvon.
Gustave Yvon (1883-1972) est ingénieur-opticien français. 

## Biographie
Né le 2 novembre 1883 à Montoire-sur-le-Loir (Loir-et-Cher),, il entre à l'École polytechnique en 1903, et en sort en 1905 lieutenant d'artillerie. Il rejoint ensuite la société d'instrumentation optique de son beau-père Amédée Jobin dont il devient ensuite directeur jusqu'en 1961. La société est alors renommée Jobin-Yvon et la direction est confiée à ses deux gendres, Jacques Millot, ingénieur diplômé de l'ESO et M. Chovin. Gustave Yvon fut aussi enseignant à l'École supérieure d'optique et à l'École d'instruction photo-électrique du Havre et présida le Comité français d'optique de 1953 à 1958, succédant à Jean Cabannes. 
Dans les années 1970, la société Jobin-Yvon et la Société générale d'optique (anciens établissements Huet & Cie et Jumelles Flammarion) fusionnent pour former une nouvelle société dont la raison sociale est Jobin-Yvon S.A. et dont l'objet est déterminé par les termes: société générale d'optique et d'instrumentation. La direction générale et les services administratifs étaient situés dans l'usine d'Arcueil. Cette société est rachetée par Horiba en 1997.
Il est décédé le 26 février 1972 à Clamart (Hauts-de-Seine).